# Burg Schönering
Die abgegangene Burg Schönering lag in der Gemeinde Wilhering im Bezirk Linz-Land von Oberösterreich.

## Geschichte
Schönering wurde erstmals 833 und die gleichnamige Pfarre 985 urkundlich erwähnt; die Pfarre wurde vermutlich schon um 750 von Hochstift Passau aus mit der Pfarre Hartkirchen errichtet.
1362 wird die vest ze Schönhering erwähnt. Im Jahre 1362 stellen die Aisterheimer dem Grafen Ulrich I. von Schaunberg eine Verpflichtungserklärung aus, in der sie geloben, ihre Feste Schönering offen zu halten, worauf sie die Feste als Lehen zurück erhalten. 1375 nennt sich Wernhart von Aistershaim zu Schönhering. Die Aistershamer besaßen um diese Zeit Schloss Aistersheim, die Burg Schönering und die Burg Eggenberg.
Vom 20. September 1427 stammt die Nachricht, dass Engelhart der Grueber hat zu Lehen den Sitz zw Schönhering vom Bistum Passau erhalten. 1472 soll hier Hanns Hohenfelder zu Schönering gesessen haben. Der Sitz der Herren Schönering-Blankenburg soll 1477 zerstört worden sein.

## Burg Schönering heute
Das Erdwerk einer kleinen Höhenburg auf dem Eiselsberg, die etwa 0,7 km von der Ortschaft Schönering entfernt ist, wird als Platz der Burg Schönering vermutet. Durch Airborne Laserscannings und nochmalige Begehung konnte gesichert werden, dass es sich bei der Fundstelle mit hoher Wahrscheinlichkeit um die Burg Schönering handelt. Es befindet sich hier eine Hausberganlage mit einem kegelstumpfförmigen Kernwerk.